# Sporokarp
Der Sporokarp ist der sporenbildende Fruchtkörper der Schleimpilze mit im Inneren (endogen) gebildeten Sporen. Sehr dicht angeordnete Sporokarpien werden als Pseudoaethalium bezeichnet; verschmolzene Sporocarpien bilden ein Aethalium. Fruktifikationen von Schleimpilzen mit an der Außenseite (exogen) gebildeten Sporen werden als Sporophoren bezeichnet.
Der Organismus eines Schleimpilzes besteht aus einer unförmigen vielkernigen Masse, dem Plasmodium. Zur Bildung von Sporen organisiert sich die Zelle zu einem Sporokarp. Hierfür richtet sich die Plasmamasse auf und bildet Fruktifikationen, die in Teilen die Sporen enthalten. Der sporentragende Teil wird als Sporocarpus bezeichnet. Die Hülle des Sporocarpus' nennt man Peridie. Beim Capillitium handelt es sich um das Fadensystem im Inneren des Sporocarpus'.
Auch die von einem dicken Schleier vollständig umschlossenen Sporenbehälter bzw. Sporenhaufen der Kleefarngewächse und Wasserfarne (Salvinia, Azolla, Pilularia und Marsilea) werden als Sporokarpien bezeichnet.